# دانيال إم. كيمل
دانيال إم. كيمل (بالإنجليزية: Daniel M. Kimmel)‏ هو ناقد سينمائي وصحفي أمريكي، ولد في 1955 في الولايات المتحدة.

## وصلات خارجية
- دانيال إم. كيمل على موقع روتن توميتوز (الإنجليزية)